# 伊奈忠盈
伊奈 忠盈（いな ただみつ、安永5年（1776年） - 文政6年（1823年）11月）は、江戸時代後期の旗本。伊奈忠治の三男伊奈忠重の子孫、伊奈忠利の長男。母は渥美友将の娘。通称、小三郎、半左衛門。妻は大久保教近の娘。
寛政4年（1792年）3月9日、伊奈家当主の伊奈忠尊は勤務中の不行跡、家中不取締りの罪で改易された。忠尊の義弟の伊奈忠善も連座となっていたが、享和3年（1803年）に許されたもののほどなくして没した。これにより、伊奈本家は後継がいなくなった。
幕府は伊奈家歴代の功績を考え、伊奈氏分家の忠盈（当時17歳）に新知として武蔵国秩父郡および常陸国信太郡内1000石を与えて名跡を継がせ旗本に列し、小普請とした。
その後、書院番を経て文政6年（1823年）6月6日に代官となる。同年9月30日に致仕し、11月に48歳で死去した。